# نخست‌وزیر ژاپن
نخست‌وزیر ژاپن (به ژاپنی: 内閣総理大臣 Naikaku-sōri-daijin, یا Shushō)، رئیس دولت و بالاترین مقام اجرایی ژاپن است. نخست‌وزیر ریاست کابینه ژاپن را بر عهده دارد و توانایی انتخاب و عزل وزرای کشور را دارد. نخست‌وزیر همچنین به عنوان فرمانده کل نیروهای دفاع‌ازخود ژاپن عمل می‌کند و یکی از اعضای نشسته هر یک از مجلس‌های دایت ملی (معمولاً مجلس نمایندگان) است.
در تاریخ ۲۸ اوت ۲۰۲۰، شینزو آبه نخست‌وزیر ژاپن به دلیل تشدید بیماری «کولیت زخمی» از سمت خود استعفا داد. پس از وی یوشیهیده سوگا (به ژاپنی: 菅 義偉 yoshhide suga) به سمت نخست‌وزیری برگزیده شد. نخست‌وزیر فعلی شیگرو ایشیبا از حزب لیبرال دموکرات است که در ۱ اکتبر ۲۰۲۴، این سمت را بر عهده گرفت.

## یادداشت
1. ↑  کابینه پس از انتخابات عمومی اعضای مجلس نمایندگان، اکثریت خود باید استعفا دهد. سررسید آنها چهار سال است که می‌تواند قبل از آن به پایان برسد. هیچ محدودیتی برای تعدادی از اصطلاحات یا شرایطی که نخست‌وزیر ممکن است نگه داشته شود اعمال نخواهد شد. نخست‌وزیر، به‌طور مشترک، رهبر حزب پیروز است، هرچند برخی از نخست وزیران از طرف شرکای ائتلاف جوانتر یا احزاب اقلیت انتخاب شده‌اند.